# 박종호 (가수)
박종호 (朴鍾昊, 1962년 5월 5일 ~)는 대한민국의 성악가이자 가스펠 가수이다. 1970년대 KBS의 동요 경연 프로그램인 누가누가 잘하나를 통해 데뷔했고 1980년 전국 학생 음악 경연 대회에서 성악부 부문 대상을 수상했고 1980년 MBC 우리들의 노래 학생음악 콩쿠르 특상을 수상했다. 서울대학교 음악 대학 성악과를 졸업했으며 현재에는 한동대학교 객원 교수를 맡고 있다. 종교는 기독교이며 현재 동탄지구촌교회의 장로, 여의도 섬길교회 협동 장로직을 맡고 있다.

## 앨범

### 정규 앨범
- 《1집 - 살아계신 하나님 》
- 《2집 - 나를 받으옵소서》
- 《3집 - HYMNS 1》
- 《4집 - ABBA》
- 《5집 - 좁은 길》
- 《6집 - 주를 위해》
- 《7집 - HYMNS 2 》
- 《8집 - 지명》
- 《9집 - 새벽 날개》
- 《10집 - 모든 열방 주 볼 때까지》
- 《11집 - 바닥에 새긴 사랑》
- 《12집 - 아름다운 세상》
- 《1st Cross Over - 당신만은 못해요》

### 참여 앨범
- 《예수전도단 4집 박종호, 최인혁 찬양 모음》
- 《문희 O.S.T》
- 《Trinity The White Very Best Of CCM》
- 《사랑과 축복의 노래》

### 베스트 앨범
- 《Best Of Park Jong Ho》

### 기타 앨범
- 《Live Concert》
- 《Symphonic Hymns》
- 《Gift From God Part 1》
- 《Gift From God Part 2》
- 《아카펠라》
- 《Selection 1988-1992》
- 《10주년 - Souvenirs 1,2》
- 《Love Together》

## 활동

### 라디오
- 《박종호의 가스펠 아워》(CBS 표준FM)